# Аль-Хусейн (ракета)
Аль-Хусейн (араб. لحسين‎, в честь шиитского имама Хусейна) — иракская жидкостная одноступенчатая баллистическая ракета на долгохранимых компонентах топлива, ставшая результатом модернизации советской ракеты 8К14 комплекса 9К72 «Эльбрус» (известен как «Скад») в части увеличения дальности действия. Ракета широко применялась иракской армией во-время ирано-иракской войны и войны в Персидском заливе 1991 года.

## Разработка
Происхождение «Аль-Хусейн» восходит к первым этапам ирано-иракской войны в 1980-х годах, когда Ирак использовал против иранских городов Дезфуль и Ахваз советские неуправляемые ракеты «Луна-М». Иран ответил «Скадами», полученными из Ливии, а учитывая их 300-километровую дальность, в зоне досягаемости этих ракет оказались такие крупные иракские города, как Сулеймания, Киркук и столица Багдад. Ирак же, имевший такие же ракеты, не мог ими поразить основные промышленные центры противника, включая столицу Тегеран, потому что они расположены более чем в 300 км от границы.
Для преодоления преимуществ Ирана по зоне досягаемости их ракет, в Ираке была принята программа модернизации имевшихся «Скадов», результатом которой должен был стать ряд баллистических ракет, в том числе с дальностью действия более 800 километров.
Первая разработка, получившая наименование «Аль-Хусейн» или «проект 1728», с дальностью полёта около 600 км позволяла иракской армии поражать цели на территории Ирана глубоко за пределами смежной с ним границы. Увеличение дальности полёта ракеты относительно прототипа (Р-17Э, экспортный вариант 8К14) было достигнуто снижением массы осколочно-фугасной головной части с 945 до 500 кг (по другим данным — только на 335 кг) и увеличением объёма топливных баков ракеты (масса заправляемого топлива увеличилась на 985 кг).
Первый испытательный пуск «Аль-Хусейн» состоялся в феврале 1987 года, первый полностью успешный пуск проведён 3 августа 1987 года, при этом была достигнута дальность около 650 км. Первоначально сборка ракет велась с использованием комплектующих, снятых с других ракет типа «Скад», и на одну «Аль-Хусейн» уходило до трёх ракет типа Р-17Э. Производственная площадка «проект 144», располагавшаяся возле г. Таджи, за счёт локализации производства ряда компонентов ракеты, позволила улучшить это соотношение до величины «один к одному», а покупка в 1988 году у Советского Союза 118 ракет Р-17Э давала Ираку возможность собрать около 250 ракет «Аль-Хусейн».
«Аль-Хусейн» имела длину 12,46 м против 11,146 м у 8К14, диаметр корпуса ракеты не изменился — 880 мм. Система управления — автономная инерциальная. Двигатель выключался на высотах порядка 50 км над поверхностью земли, высшая точка траектории (апогей) располагалась на высоте около 150 км. Круговое вероятное отклонение, характеризующее точность попадания ракеты относительно точки прицеливания, оценивалось в диапазоне от 1000 до 3000 м (в зависимости от дальности стрельбы). Стартовая масса ракеты достигла 6400 кг против 5860 кг у прототипа (8К14). Подлётное время при пуске на максимальную дальность — около семи минут.
Тип применяемого на модернизированной ракете топлива не изменился: горючее ТМ-185 на основе нефтепродуктов (полимердистиллат — 56 %, лёгкое масло пиролиза — 40 %, трикрезол — 4 %), и окислитель АК-27И на основе азотной кислоты, пусковое горючее — ТГ-02 «Самин». В каждую ракету заправлялось около 4500 кг жидкого топлива, в соотношении ~22 % горючего и ~78 % окислителя.
Помимо модернизации ракет, иракские специалисты удлинили стрелу на 11 пусковых установках 9П117 советского производства (на шасси МАЗ-543), чтобы она соответствовала возросшей длине ракеты.
Первоначально новая ракета поступила на вооружение 224-й бригады, созданной ещё в 1976 году для эксплуатации «Скадов», полученных из СССР в 1972 году. В 1989 году в сухопутных войсках Ирака было сформировано ещё одно подразделение — 223-я бригада, оснащённая 4 пусковыми установками созданными в Ираке на базе полуприцепа и известными как «Аль-Нида». Также разрабатывался ещё один местный тип ПУ — «Аль-Валид», но о его поступлении в иракские войска данных нет. Кроме того, известно о попытке размещения этого типа ракет в бетонных шахтах построенных к западу от г. Эр-Рутба, возле границы с Иорданией. Эти шахты были разрушены прицельным бомбометанием с F-15 ВВС США в первые часы операции «Буря в пустыне» 1991 года.